# Тьєрно Баррі
Тьєрно Баррі (фр. Thierno Barry, нар. 21 жовтня 2002, Ліон, Франція) — французький футболіст гвінейського походження, нападник іспанського клубу «Вільярреал».

## Ігрова кар'єра
Тієрно Баррі є вихованцем французьких клубів «Тулон» та «Сошо». У другому складі «Сошо» Баррі провів сезон у Національному дивізіоні 3.
Влітку 2022 року футболіст перейшов до бельгійського чемпіонату, де підписав дворічний контракт з місцевим клубом «Беверен». Та вже через рік Баррі перейшов до швейцарського «Базеля». Підписав контракт на чотири роки і 22 липня провів першу гру в чемпіонаті Швейцарії. Також 27 липня Баррі взяв участь у матчі кваліфікації Ліги конференцій проти казахстанського «Тобола», де відзначився забитим голом.
В серпні 2024 року Тієрно Баррі перейшов до іспанського «Вільярреала», підписавши з клубом контракт на п'ять років.